# The Hard Word
The Hard Word (auch The Australian Job) ist ein australischer Roadmovie aus dem Jahr 2001.

## Handlung
Die Brüder Dale, Shane und Mal sitzen im Gefängnis wegen eines gemeinschaftlich begangenen Bankraubes, was sie jedoch nicht davon abhält, maskiert Überfälle zu begehen, haben sie doch ein hieb- und stichfestes Alibi. Ihnen hilft dabei der Rechtsanwalt Frank, der den korrupten Direktor des Gefängnisses und zwei Polizisten regelmäßig besticht, sodass die Brüder Freigang bekommen und eine Reihe von Raubüberfällen verüben können. Frank ist für die Vorbereitung der Überfälle zuständig und verwaltet die Beute, doch er entwickelt eine allzu große Gier. Er will nicht nur die inzwischen millionenschwere Beute für sich alleine haben, sondern hat seit einiger Zeit auch noch eine Affäre mit Dales Ehefrau Carol. Frank plant, dass die drei Brüder die Buchmacherbörse beim nationalen Pferderennen in Melbourne überfallen, mit der Absicht sich selbst zu bereichern und dabei die Brüder loszuwerden.
Die drei werden erst kurz vor dem geplanten Überfall in Melbourne aus dem Gefängnis entlassen. Dale ahnt aber, dass Frank nicht nur mit seiner Frau schläft, sondern die Brüder obendrein übervorteilen will, und plant einen Doppelbetrug. Auf der Buchmacherbörse überfallen die Brüder mit von Frank engagierten Komplizen die Buchmacher, jedoch werden mehrere Wachmänner von einem der Komplizen getötet, wohingegen die drei Brüder während ihrer Karriere penibel darauf geachtet haben, niemals ein Opfer zu töten.
Nachdem der Überfall keinesfalls wie geplant verlief, flüchten die Brüder mit dem erbeuteten Geld und lassen Frank sowie dessen Komplizen am Tatort zurück. Dale versteckt die Beute in einem Restaurant am Highway, gibt jedoch Frank während eines Streitgesprächs einen kleinen Hinweis, so dass diesem gelingt, das Geld zu finden.
Sechs Monate später haben die drei Brüder ein gemeinsam betriebenes Restaurant eröffnet, indem sie selbstgemachte Spezialitäten verkaufen. Frank und Carol besuchen das Restaurant, um Dale mitzuteilen, dass Frank und Carol geheiratet haben und sich nun auf Hochzeitsreise befinden. Carol hingegen verfolgt eigene Pläne und erschießt Frank nach einem Streit und gibt den Brüdern das von ihnen im Laufe der Jahre erbeutete Geld.

## Hintergrund
Der Film wurde in Melbourne und Sydney gedreht. Die Dreharbeiten begannen am 30. Juli 2001 und endeten am 22. September 2001. Am 30. Mai 2002 feierte der Film in Australien seine Filmpremiere. In den USA war er erstmals am 21. März 2003 beim Cleveland International Film Festival zu sehen. Es folgte eine Vorführung am 12. April 2003 beim Philadelphia International Film Festival, bevor der Film schließlich am 27. Juni 2003 in den US-amerikanischen Kinos anlief. In Deutschland erschien der Film am 26. November 2003 direkt auf DVD. Als der Film am 13. Juni 2003 in den USA bereits eingeschränkt mit nur einer einzigen Kopie in den Kinos zu sehen war, wurden knapp 9.500 US-Dollar eingespielt. Insgesamt wurden in den USA Einnahmen in Höhe von knapp 423.000 US-Dollar erzielt. In Australien wurden über 2,9 Millionen Australische Dollar an den Kinokassen eingespielt.

## Soundtrack
Die von David Thrussell geschriebene Filmmusik wurde im Jahr 2000 als Soundtrack veröffentlicht, der 18 Musiktitel enthält:
| Nr. | Titel                    |
| --- | ------------------------ |
| 1.  | Opening theme            |
| 2.  | The brothers at rest     |
| 3.  | The brothers in prison   |
| 4.  | The welch job            |
| 5.  | No one gets hurt         |
| 6.  | Motherly love            |
| 7.  | Working on a dream       |
| 8.  | The golden boys          |
| 9.  | Horses are on the track  |
| 10. | The big heist            |
| 11. | Through the glass bridge |
| 12. | Adventures in a big cow  |
| 13. | The odd rort             |
| 14. | The rickety house        |
| 15. | Death by lava lamp       |
| 16. | The last job             |
| 17. | The big kiss             |
| 18. | End theme                |

## Nominierungen und Auszeichnungen
Der Film sowie seine Darsteller und Filmcrew wurden für 13 Filmpreise nominierten, von denen fünf Preise gewonnen werden konnten.
- 2002 nominiert für den ARIA Music Award Bestes Original Soundtrack Album
- 2002 nominiert für den AFI Award
  - Bester Schauspieler in einer Nebenrolle: Joel Edgerton
  - Beste Schauspielerin in einer Hauptrolle: Rachel Griffiths
- 2002 den ASSG Award gewonnen für
  - Beste Musikleistung für einen Spielfilm – Effects Editing
  - Beste Musikleistung für einen Spielfilm – Foley Recording & Editing
  - Beste Musikleistung für einen Spielfilm – Mixing
  - Filmmusik des Jahres
- 2002 nominiert für den FCCA Award:
  - Bester Schauspieler: Guy Pearce
  - Bester Schnitt
  - Beste Filmmusik
  - Bester Nebendarsteller: Joel Edgerton
- 2002 nominiert für den IF Award Bester Soundtrack